# Petalosarsia longirostris
Petalosarsia longirostris är en kräftdjursart som beskrevs av Jones 1973. Petalosarsia longirostris ingår i släktet Petalosarsia och familjen Pseudocumatidae. Inga underarter finns listade i Catalogue of Life.